# Honda CB 500 F
Die CB 500 F (Werkscode PC 45) ist ein Motorradmodell des japanischen Herstellers Honda.

## Modellgeschichte
Die aktuelle CB 500 F setzt eine recht lange Hondatradition fort. Das Vorgängermodell CB 500 mit dem Werkscode PC 26 kam ab 1993 in Europa auf den Markt und hatte im Vergleich 7,35 kW (10 PS) mehr Motorleistung. Dafür war sie jedoch recht konventionell und einfach gehalten. Dies betraf sowohl die Technik, beispielsweise die einfache Rahmenkonstruktion, als auch das kostengünstige unauffällige Design.
Die CB 500 F wartet dagegen mit technischen Besonderheiten in der Mittelklasse wie etwa ABS und Pro-Link-Federung auf. Das Modell ab 2016 bekam LED-Scheinwerfer und LED-Rücklicht, außerdem wurde das Tankvolumen auf 16,7 Liter vergrößert. Auch das Erscheinungsbild ist beim neuen Modell etwas hochwertiger. Verkleidungsteile wurden reduziert, ein neuer Auspuff mit mehr Schräglagenfreiheit angebracht (letztlich setzen aber zuerst die Fußrasten auf), sowie Vordergabel, Dämpfungssystem und Handbremshebel modifiziert.
Der gleiche Motor und das gleiche Fahrwerk kommen auch in der Honda CBR 500 R und der Honda CB 500 X zum Einsatz, womit Honda eine Baukastenstrategie verfolgt und damit Entwicklungskosten für einzelne Modelle spart. Der jeweilige Kaufpreis wird somit gesenkt.
Hergestellt wird das aktuelle Modell nicht im japanischen Stammwerk, sondern in Thailand.